# 萩本友男
萩本 友男（はぎもと ともお、1956年（昭和31年）7月27日 - ）は、日本の実業家、ライフプランナー。生え抜き初のソニー生命保険株式会社代表取締役社長。

## 人物・経歴
東京都出身。東京都立豊多摩高等学校を経て、1980年日本大学芸術学部卒業、ミノルタカメラ販売入社。1994年ソニー生命保険にライフプランナーとして入社。1997年ソニー生命保険新宿第7支社長。2010年ソニー生命保険執行役員ライフプランナー営業本部長。同年ソニー生命保険執行役員常務。2012年ソニー生命保険執行役員専務。2014年ソニー生命保険取締役執行役員専務に昇格。2015年から生え抜き初のソニー生命保険代表取締役社長を務め、ライフプランナーの全国展開や、女性ライフプランナーの増員などを進めた。